# Cicarimanah
Cicarimanah is een bestuurslaag in het regentschap Sumedang van de provincie West-Java, Indonesië. Cicarimanah telt 1279 inwoners (volkstelling 2010).